# Tsung-Dao Lee
Tsung-Dao Lee (T. D. Lee, în chineză: 李政道; pinyin: Lǐ Zhèngdào; n. 24 noiembrie 1926, Shanghai, Republica Chineză – d. 4 august 2024, California, SUA) a fost un fizician american de origine chineză, laureat al Premiului Nobel pentru Fizică, în 1957, împreună cu Chen Ning Yang pentru descoperirea teoretică a violării legii parității la interacțiunile slabe, teorie verificată experimental de Chien-Shiung Wu. Lee și Yang au fost primii chinezi care au câștigat Premiul Nobel.